# Арикок (холм)
Арикок (нидерл. Arikok) (176 м) — вторая по высоте вершина Арубы, расположена на территории одноименного национального парка. На вершине холма расположена радарная станция аэропорта.
Благодаря естественному барьеру в виде холмов Арикок и Яманоты микроклиматические условия национального парка защищены от постоянных северо-восточных ветров.
Холм известен расположенным у его подножья Кунуку Арикок, который представляет собой восстановленную ферму традиционных жителей Арубы. Ферма включает в себя типичные cunucu cas di torto (деревенские саманные дома из грязи и травы), территории для выращивания зерновых, каменные стены и заборы из кактусов, которые использовались для защиты от диких животных. Ферма является излюбленным местом для кроликов, рептилий и птиц.